# Lindóia
Lindóia és un municipi brasiler de l'Estat de São Paulo. El 2022 tenia 7.010 habitants.